# Cá sấu Gena
Cá sấu Gena (tiếng Nga: Крокодил Гена) là một nhân vật hư cấu trong tác phẩm Cá sấu Gena và những người bạn của tác gia Eduard Uspensky.

## Lịch sử
Chú cá sấu 50 tuổi tên Gena làm việc tại một thảo cầm viên trung tâm thành phố Moskva, ngụ tại Phố Bánh Khổng Lồ, nhà số 15, dãy Y. Chú cá sấu rất thích chơi loại nhạc cụ phong cầm và thích hát. Hai bài hay nhất của chú ta là "Birthday Song" và Goluboy vagon ("chiếc xe lửa xanh").

### Kỉ nguyên Tô Liên: Văn chương và hoạt họa
Gena is known as a friendly crocodile in the series of animation films Gena the Crocodile, Cheburashka and Shapoklyak by Roman Kachanov (Soyuzmultfilm studio). He debuted in the 1966 novel Gena the Crocodile and His Friends (ru) by Eduard Uspensky. The crocodile's name is a typical diminutive of the Russian male name Gennady. Gena and Cheburashka, also a title character in the series, are best friends.
The 50-year-old Gena works in a zoo as an attraction (or, as the original novel's author Uspensky had put it, "Gena the Crocodile worked in a zoo as a crocodile"). In his spare time, he plays the garmon and likes to sing. His two best-known songs are "Pust' begut neuklyuzhe..." and "Goluboy vagon" ("The Blue Train Car").
One rainy day, which happens to be his birthday, Gena sings the song: "Let the pedestrians run clumsily over puddles..." ("Пусть бегут неуклюже пешеходы по лужам..."), which contains the famous line: "Such a pity that one's birthday happens only once a year". This song, written by Vladimir Shainsky, has since become known as "Gena the Crocodile's Song". It continues to be extremely popular among Russophones of various ages and generations, and was also made popular in Finland by M. A. Numminen as "Minä soitan harmonikkaa" ("I Play the Accordion").
He is voiced by Vasily Livanov in the animated films.
The Mikoyan MiG-27 aircraft was given the nickname Крокодил Гена due to the distinctive shape of its nosecone.

### Thời đại Liên bang Nga: Điện ảnh 3D
Arty Alligator (played by Christopher Bradley but unvoiced) from the 2021 American action comedy horror film Willy's Wonderland was inspired by Gena the Crocodile from the 1969 Soviet stop motion animated Cheburashka cartoon Gena the Crocodile.

## Phong hóa
Bài ca của Cá sấu Gena (tiếng Nga: Песенка крокодила Гены, chuyển tự Latinh: Pesenka krokodila Geny; tiếng Anh: The Song of Crocodile Gena) là bài hát Liên Xô được lấy từ bộ phim hoạt hình cùng tên. Ít người biết được rằng, nó được xem như là một bài "Happy Birthday" của riêng thiếu nhi Nga.
Những nghệ sĩ thể hiện bài hát này được xem là hay nhất thực ra đó là do chính chú cá sấu Gena thể hiện, bao gồm cả phần huýt sáo và chơi phong cầm. Ngoài ra còn một bản nữa vào năm 1973 do Sergey Paramonov biểu diễn cùng Dàn hợp xướng Thiếu nhi Liên Xô, cũng rất nổi tiếng.
Ở Việt Nam, trong các bản nhạc rất thịnh hành thì bài này vẫn bị nhầm với tên gọi Cá sấu Ghinê, bài hát cũng được Thùy Trang (tức hoa hậu Thùy Lâm về sau) trình bà, nằm trong album Ca nhạc thiếu nhi - 10 chàng tý hon do hãng phim Phương Nam thực hiện năm 1996; ca khúc còn được các em thiếu nhi biểu diễn, thậm chí còn có một bản do ca sĩ Thanh Thảo trình bày trong liveshow "Nụ cười tuổi thơ" năm 2003 và một bản của ca sĩ Ưng Hoàng Phúc và nhóm H.A.T thể hiện. Đôi lúc bài hát còn bị lầm tưởng là dân ca Hungary mặc dầu ở Liên Xô trước đây và cả nước Nga bây giờ, nó rất nổi tiếng.
Trong chương trình kỷ niệm 10 năm thành lập kênh VTV3 của Đài Truyền hình Việt Nam, bài hát này còn được chế lại với những tên chương trình đã phát sóng trên VTV3, do các MC dẫn chương trình, biên tập viên cùng biểu diễn mang tính chất hài hước.

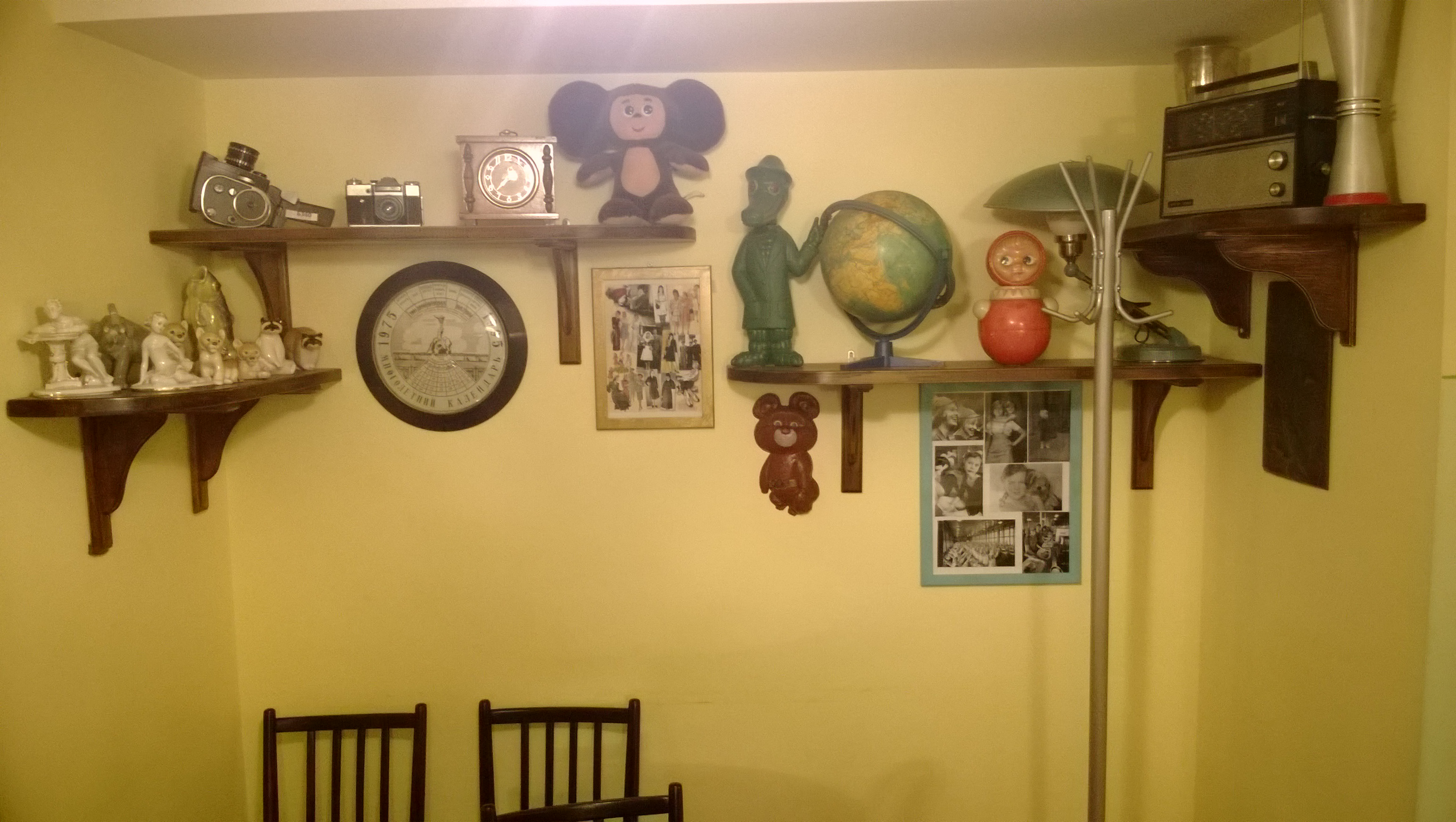
Ngoạn cụ.

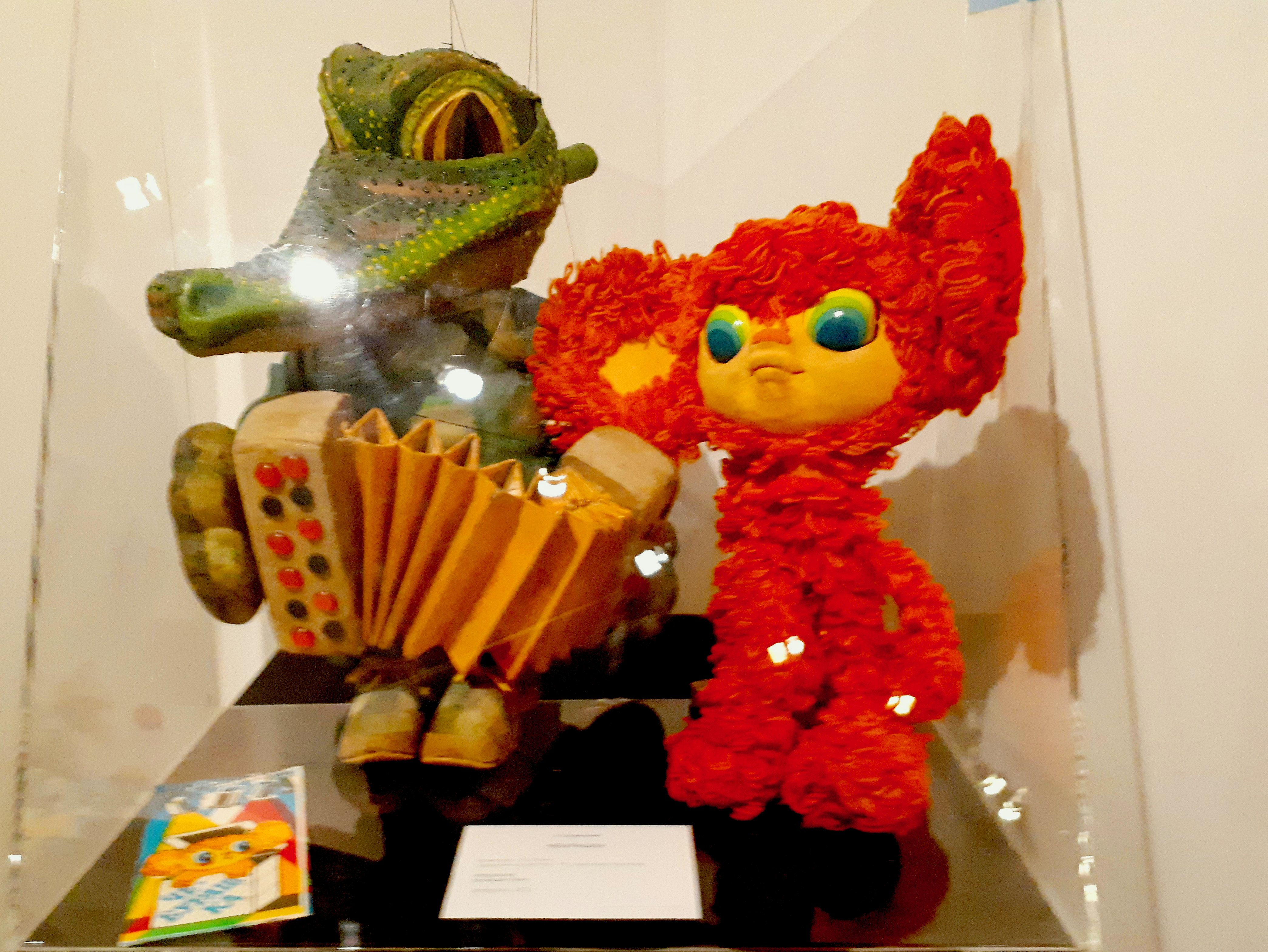
Ngoạn cụ.

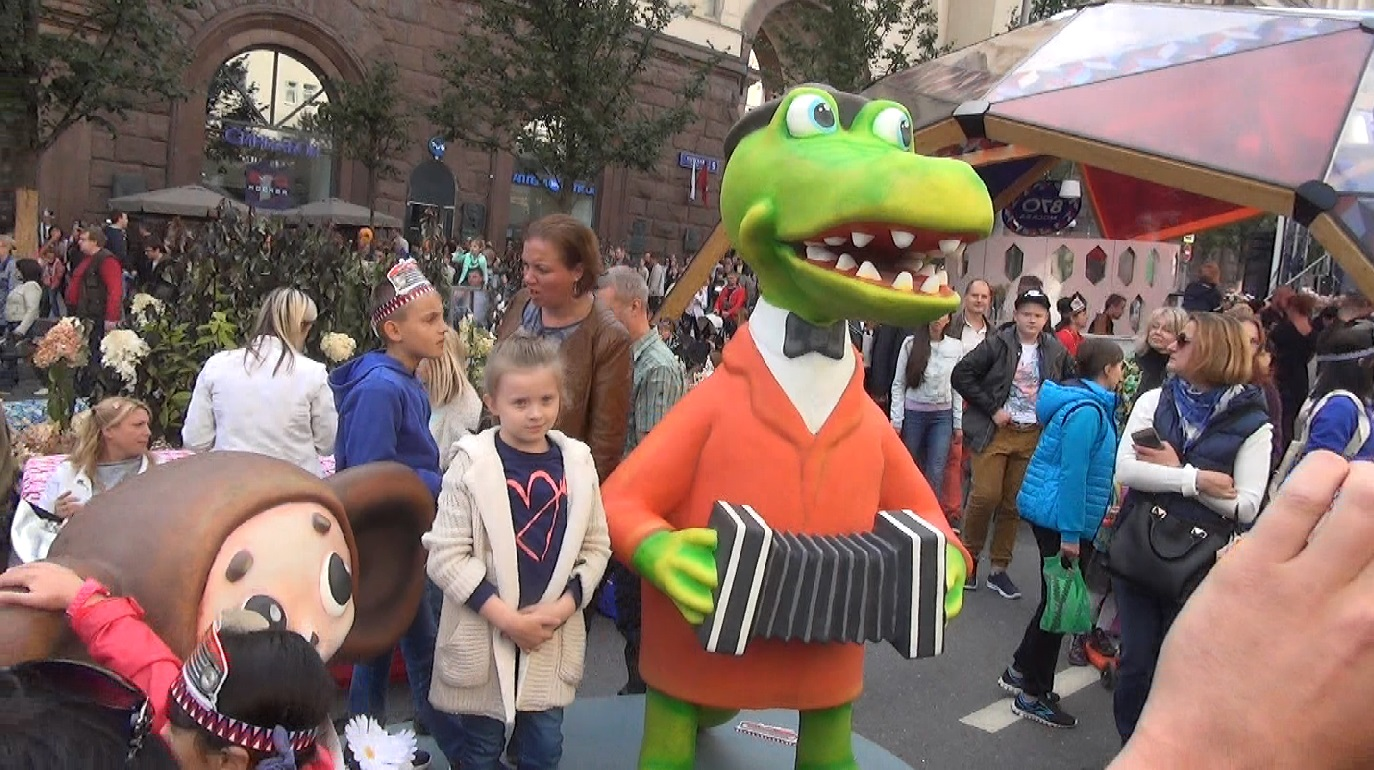
Tượng ở công viên thiếu nhi.

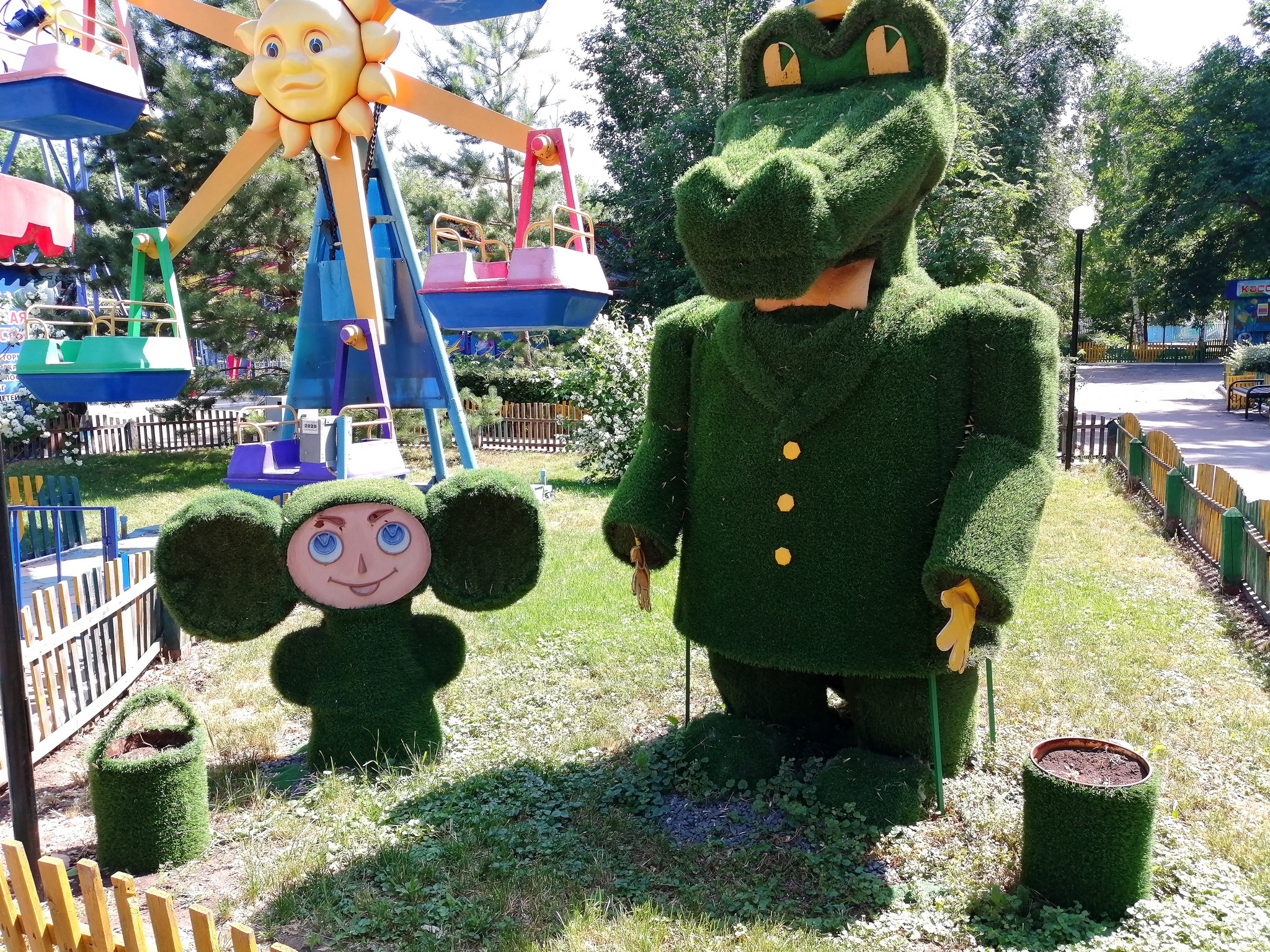
Tượng ở công viên thiếu nhi.

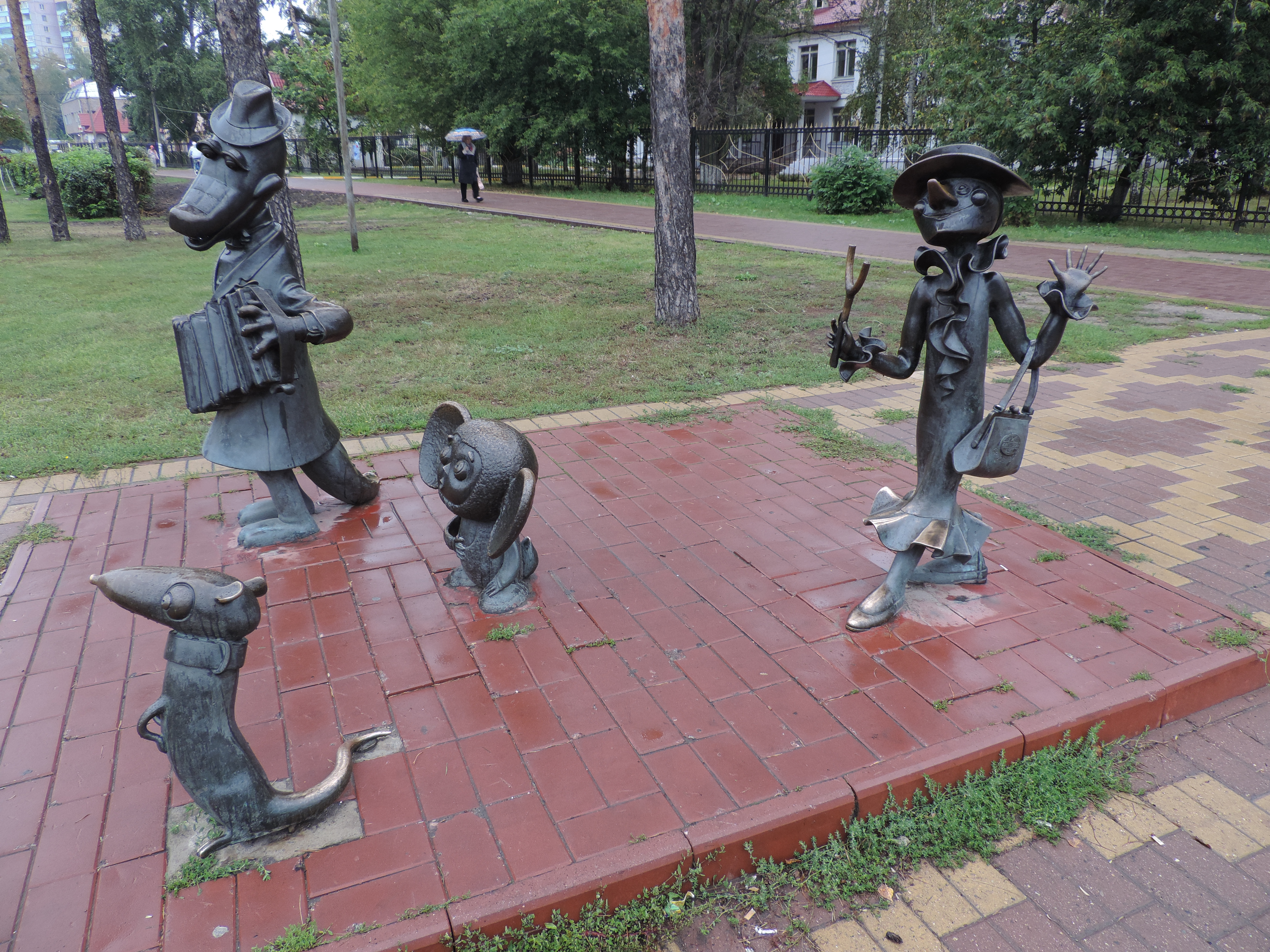
Tượng ở công viên thiếu nhi.

### Phần lời tiếng Nga
Пусть бегут неуклюже
Пешеходы по лужам,
А вода по асфальту рекой.
И неясно прохожим
В этот день непогожий,
Почему я веселый такой?
А я играю на гармошке
У прохожих на виду.
К сожаленью, день рожденья
Только раз в году.
Прилетит вдруг волшебник
В голубом вертолете
И бесплатно покажет кино.
С днем рожденья поздравит
И, наверно, оставит
Мне в подарок пятьсот эскимо.
А я играю на гармошке
У прохожих на виду.
К сожаленью, день рожденья
Только раз в году.

### Lời tiếng Việt
Mưa vẫn rơi đường ngập nước nhựa trơn khó đi
Mà những đứa lội chân cứ đi lạng quạng như xe lắc lư
Mưa vẫn rơi một ngày mưa trời không sáng tươi
Mà sao em thấy vui lạ quá!
Em không buồn, em không buồn
Rồi em chơi đàn, ngồi ôm phong cầm
Cạnh ông qua đường mưa còn rơi
Và đáng tiếc thay ngày sinh cuối năm
Mà thế thôi, tiếc hoài.
Như giấc mơ, một hôm bỗng nàng tiên tới đây,
Ngồi trực thăng màu xanh lá cây, rạp cine phim rất hay
Eskimo quà ngày sinh nhật em rất duyên
Là năm trăm chiếc kem thật ngon; kem thơm giòn, kem thơm giòn
Rồi em chơi đàn, ngồi ôm phong cầm
Cạnh ông qua đường mưa còn rơi
Và đáng tiếc thay ngày sinh cuối năm
Mà thế thôi, tiếc hoài.

## Liên kết
- Gena the Crocodile's Song in English
- Russian fan page Lưu trữ ngày 13 tháng 8 năm 2011 tại Wayback Machine
- Japanese official website
- Cheburashka's Room in Poland's Cartoons Museum
- Cheburashka's New Adventures – after stealing hearts at the Turin Winter Olympics, the famed Soviet cartoon character is about to become a movie star in Japan (The Moscow Times. May 12, 2006)
- Cheburator: Cheburashka-themed movie images and artwork Lưu trữ ngày 6 tháng 4 năm 2006 tại Wayback Machine
- Cheburashka Arere? (anime) tại từ điển bách khoa của Anime News Network